# Corico (Cilicia)

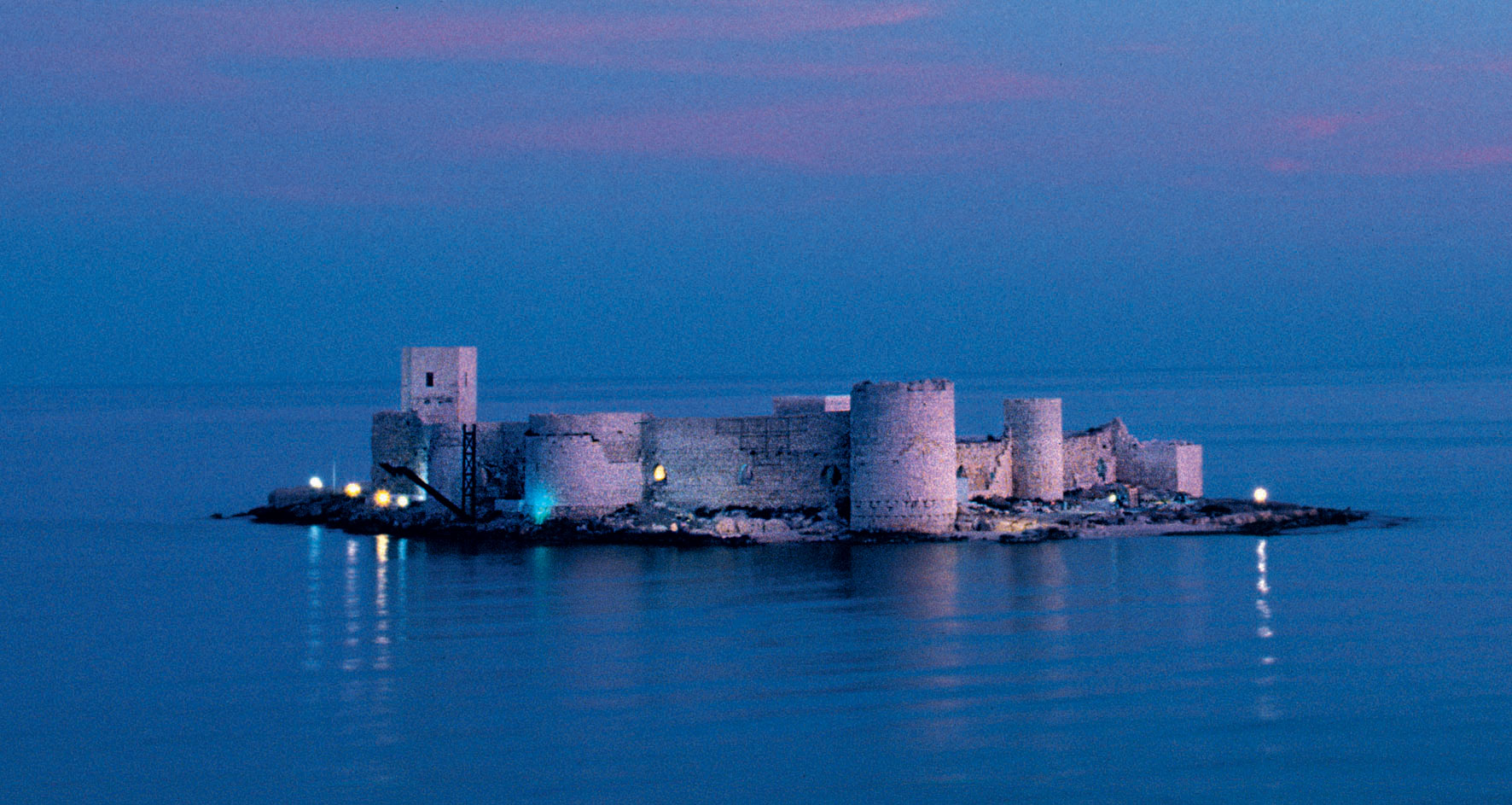
Fortezza di Corico, costruita attorno al XIII secolo.

Corico era una città della Cilicia, in Asia Minore, situata presso le foci del fiume Calicadno, dove sorge ora l'odierna città turca di Kızkalesi.

## Storia
Città autonoma, ebbe notevole importanza commerciale, dal I secolo a.C. fino al tempo dell'imperatore Gallieno, attestata sia dalla monetazione che dalle numerose iscrizioni.
Facente parte della Cilicia Trachea divenne un covo di pirati, che furono sottomessi da Gneo Pompeo Magno nel 67 a.C. in seguito alla battaglia di Korakesion (la moderna Alanya). Parte dei pirati sconfitti furono deportati in Grecia e parte in Puglia, come "il vecchio di Corico", di cui parla Virgilio nel IV libro delle Georgiche (vv. 125-150), che viveva felice nel suo piccolo campo presso Taranto.
Corico divenne quindi stazione navale romana e in seguito importante centro cristiano.
Famoso l'antro coricio, leggendaria abitazione di Tifone. 
Nei suoi pressi è l'odierno villaggio di Korgoz.